# Kamil Brodziansky
Kamil Brodziansky (22. března 1936 – 1998) byl slovenský a československý politik, předseda Strany slobody a poslanec Sněmovny národů Federálního shromáždění na počátku normalizace. V 80. letech poslanec Slovenské národní rady.

## Biografie
Po federalizaci Československa usedl v lednu 1969 do Sněmovny národů Federálního shromáždění. V parlamentu setrval do konce funkčního období Federálního shromáždění, tedy do voleb v roce 1971. Po volbách v roce 1981 usedl do Slovenské národní rady. Mandát obhájil ve volbách v roce 1986. Ve volebním období 1986–1990 působil jako místopředseda SNR.
V roce 1986 poté, co rezignoval Michal Žákovič, se stal úřadujícím předsedou Strany slobody. V této funkci ho pak potvrdil sjezd strany v únoru 1988. Za jeho předsednictví mírně ožila aktivita strany v souvislosti s jistým uvolněním poměrů, které přinesla perestrojka. Nicméně po sametové revoluci bylo v prosinci 1989 vedení strany vyměněno a Brodziansky z nejvyšších funkcí odešel.